# Multi-Purpose Logistics Module

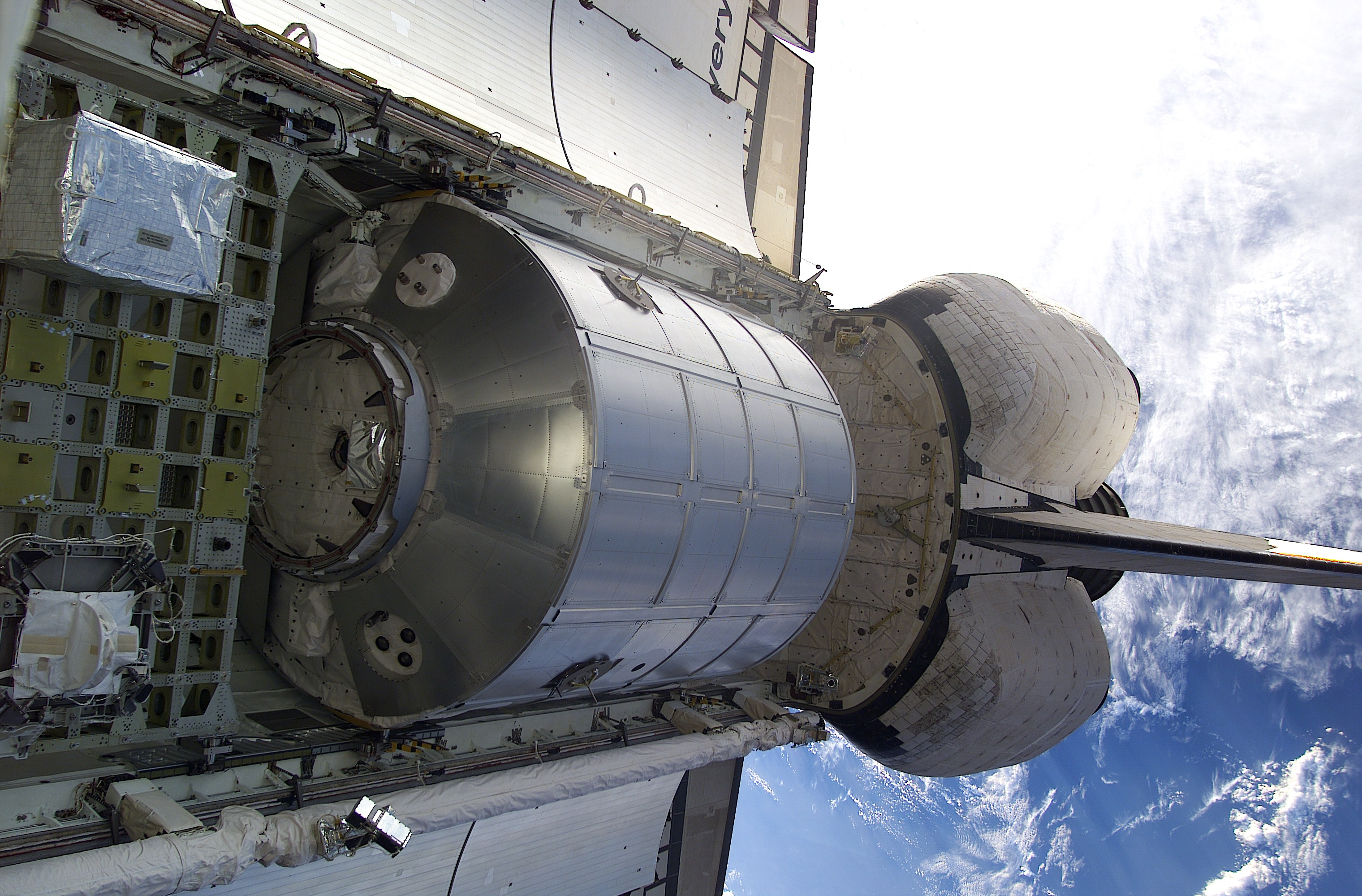
10 marzo 2001 - Il Multi Purpose Logistics Module Leonardo viene estratto dalla stiva del Discovery durante la missione STS-102

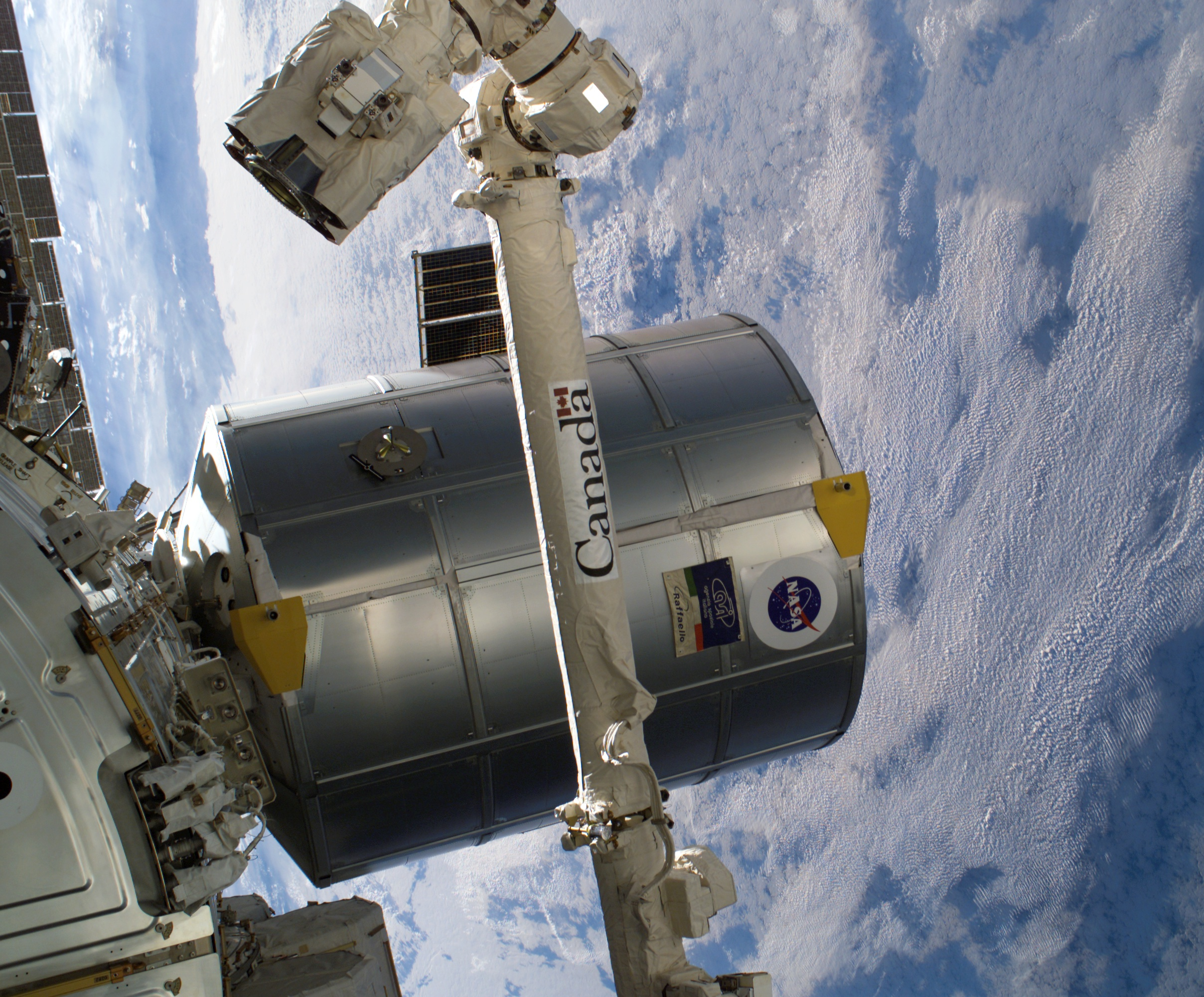
Il modulo Raffaello collegato alla stazione durante la missione STS-114

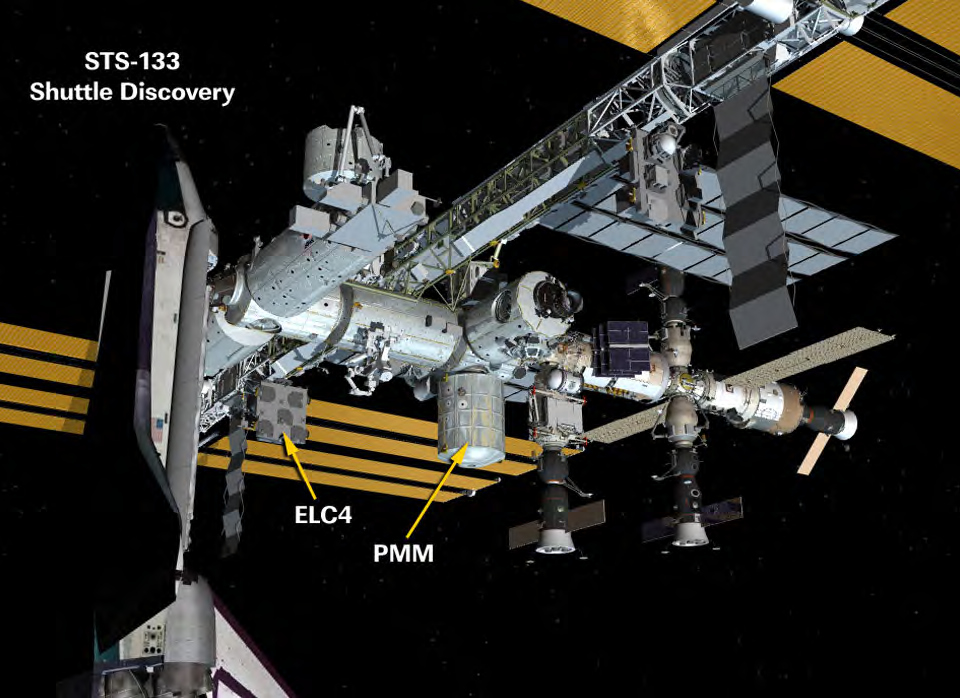
La collocazione definitiva del PMM Leonardo sulla Stazione spaziale internazionale

Il Multi-Purpose Logistics Module (MPLM) è un modulo pressurizzato utilizzato tramite Space Shuttle come trasporto cargo per la Stazione spaziale internazionale. Il modulo viene posto nella stiva dello Shuttle e poi tramite il braccio robot della stazione spaziale viene collegato al modulo Unity per permettere il trasferimento delle attrezzature sulla stazione. Sul modulo vengono caricati i rifiuti della stazione, poi il modulo viene reinserito nella Shuttle per il trasporto sulla Terra.
Il modulo è stato progettato e costruito dall'azienda italo-francese Thales Alenia Space, che lo ha poi fornito alla NASA tramite l'Agenzia Spaziale Italiana (ASI). Tre MPLM sono stati prodotti per la NASA, e per essi sono stati scelti i nomi di tre grandi artisti italiani. I moduli infatti si chiamano Leonardo, Raffaello e Donatello. Per la costruzione del MPLM l'ASI ha ricevuto in cambio una parte del tempo dedicato alla ricerca statunitense sulla Stazione Spaziale Internazionale.
Nel 2010 il MPLM Leonardo è stato scelto per essere modificato in modo da poter essere permanentemente lasciato agganciato alla stazione spaziale anche al termine dei voli degli Space Shuttle. Per questo fine è stato modificato e, con il nome di Permanent Multipurpose Module, riportato in orbita ed agganciato definitivamente alla stazione spaziale durante la missione STS-133.
Nel 2023 il MPLM Raffaello è stato acquistato da Axiom Space per essere utilizzato come modulo permanente della Stazione Spaziale Axiom di prossima costruzione.

## Missioni completate
| Data di lancio    | Missione | Shuttle   | MPLM         |
| ----------------- | -------- | --------- | ------------ |
| 8 marzo, 2001     | STS-102  | Discovery | Leonardo     |
| 19 aprile, 2001   | STS-100  | Endeavour | Raffaello    |
| 10 agosto, 2001   | STS-105  | Discovery | Leonardo     |
| 5 dicembre, 2001  | STS-108  | Endeavour | Raffaello    |
| 5 giugno, 2002    | STS-111  | Endeavour | Leonardo     |
| 26 luglio, 2005   | STS-114  | Discovery | Raffaello    |
| 4 luglio, 2006    | STS-121  | Discovery | Leonardo     |
| 14 novembre, 2008 | STS-126  | Discovery | Leonardo     |
| 29 agosto, 2009   | STS-128  | Discovery | Leonardo     |
| 5 aprile, 2010    | STS-131  | Discovery | Leonardo     |
| 24 febbraio, 2011 | STS-133  | Discovery | Leonardo PMM |
| 8 luglio, 2011    | STS-135  | Atlantis  | Raffaello    |

## Specifiche tecniche
- Lunghezza: 6,4 m
- Larghezza: 4,57 m
- Massa: 4082 kg a vuoto, 13154 kg carico